# Lena Dąbkowska-Cichocka
Lena Dąbkowska-Cichocka (ur. 23 listopada 1973 w Moskwie) – polska muzealnik i polityk, posłanka na Sejm VI kadencji, była podsekretarz stanu w Kancelarii Prezydenta RP.

## Życiorys
W 1998 ukończyła studia na Wydziale Wiedzy o Teatrze Akademii Teatralnej im. Aleksandra Zelwerowicza w Warszawie (magister sztuki). Od 1996 do 1999 pracowała w Polskiej Fundacji im. Roberta Schumana. Później do 2000 była doradcą ministra kultury i dziedzictwa narodowego. Od 2000 do 2003 związana z Instytutem Adama Mickiewicza jako dyrektor festiwalu Europalia 2001.
Była radną warszawskiej dzielnicy Mokotów. Należała do twórców Muzeum Powstania Warszawskiego, w latach 2003–2007 zatrudniona jako ekspert w tej placówce. W wyborach parlamentarnych w 2005 bez powodzenia kandydowała do Sejmu z listy Prawa i Sprawiedliwości w okręgu podwarszawskim. Od grudnia 2005 do października 2007 zajmowała stanowisko podsekretarza stanu ds. kultury, dziedzictwa narodowego i nauki w Kancelarii Prezydenta Lecha Kaczyńskiego.
W wyborach parlamentarnych w 2007, kandydując w okręgu opolskim z listy Prawa i Sprawiedliwości, została wybrana do Sejmu, otrzymując 18 394 głosów. W listopadzie 2010 zrezygnowała z członkostwa w klubie parlamentarnym PiS i przystąpiła do nowo utworzonego klubu parlamentarnego Polska Jest Najważniejsza. W 2011 nie ubiegała się o reelekcję. Zatrudniona w Muzeum Historii Polski w Warszawie na stanowisku pełnomocnika ds. strategii i rozwoju.

## Odznaczenia
W 2005 za wkład włożony w powstanie Muzeum Powstania Warszawskiego została wyróżniona Srebrnym Medalem „Zasłużony Kulturze Gloria Artis”.
W 2011 odznaczona przez prezydenta Bronisława Komorowskiego Krzyżem Kawalerskim Orderu Odrodzenia Polski.

## Życie prywatne
Żona Marka Cichockiego, mają dwoje dzieci.